# Sant Salvaur
Sant Salvaur de Tinèa (en francès Saint-Sauveur-sur-Tinée) és un municipi francès situat al departament dels Alps Marítims i a la regió de Provença – Alps – Costa Blava.

## Demografia
| 1962                                       | 1968 | 1975 | 1982 | 1990 | 1999 | 2006 |
| ------------------------------------------ | ---- | ---- | ---- | ---- | ---- | ---- |
| 398                                        | 436  | 386  | 368  | 337  | 337  | 346  |
| Des de 1962: població sense dobles comptes |      |      |      |      |      |      |

## Administració
| Període   | Identitat              | Partit |
| --------- | ---------------------- | ------ |
| 1989-2008 | Josette Auvaro-Bourgue |        |
| 2008-     | Josiane Borgogno       |        |